# Мічайоль
Мічайо́ль або Мічає́ль (рос. Мичаёль, Мичаель) — річка в Республіці Комі, Росія, ліва притока річки Мартюр, лівої притоки річки Ілич, правої притоки річки Печора. Протікає територією Троїцько-Печорського району.
Річка протікає на захід, північний захід, північ та північний схід. У нижній течії протікає паралельно річці Мартюр.